# マテ・ザボ (政治学者)
マテ・ザボ（Máté Szabó、1956年6月13日 - ）は、ハンガリーの政治学者、弁護士、教授。

## 来歴
ブダペスト生まれ。エトヴェシュ・ロラーンド大学法学部を卒業。1984年から同大学の助手を務め、1987年から准教授。1999年11月1日から同学部の部長。2002年から西ハンガリー大学で教鞭をとっている。

1980年から社会学と政治学の研究をし、1988年エルデイ・フェレンツ賞受賞。
2007年にはビボ・イシュトヴァーン賞も受賞。
書籍や雑誌の創刊もした。